# Alexandre Maspoli
Alexandre Maspoli (Losanna, 29 settembre 1875 – Caluire-et-Cuire, 25 settembre 1943) è stato un sollevatore, lunghista e scultore francese.

## Biografia

### Carriera da atleta
Alexandre Maspoli partecipò alle Olimpiadi intermedie di Atene 1906, non riconosciute ufficialmente dal CIO, vincendo la medaglia di bronzo nel sollevamento pesi nella prova con alzata a due mani e classificandosi al 4º posto nella prova con alzata ad una mano.
Alle stesse Olimpiadi si piazzò al 18º posto nel salto in lungo da fermo.

### Carriera da scultore
Allievo dello scultore Auguste Rodin, Alexandre Maspoli eresse, a partire dagli anni '20 del XX secolo, diverse opere monumentali in Francia, tra le quali i Monumenti ai Caduti ad Arcachon e a La Côte-Saint-André e il Monumento a Frantz Reichel a Parigi, avenue de la Porte-Molitor.
Dopo la sua morte fu sepolto nel cimitero di Caluire-et-Cuire e la sua tomba è decorata con un medaglione che rappresenta un sollevatore di pesi.